# 高淳区
高淳区（こうじゅん-く）は、中華人民共和国江蘇省南京市に位置する市轄区。魚米の郷、武術の郷として知られる。

## 地理
南京市の南部に位置し、固城湖、石臼湖と長江支流の水陽江に囲まれている。東部は丘陵地帯で、西部は平原地帯である。陸地面積が70%、水域面積が30%を占める。

## 歴史
明代になると1491年（弘治4年）に高淳県が設置された。2013年2月8日に市轄区の高淳区に改編された。

## 行政区画
- 街道：淳渓街道、古柏街道、漆橋街道、固城街道、東壩街道、椏渓街道
- 鎮：陽江鎮、磚墻鎮